# 潘之恒
潘之恆（1556年—1622年），字景升，號鸞生、鸞嘯生。歙县人。
世代经营盐业，祖父潘侃為盐商。嘉靖三十五年（1556年）出生。因其須髯如戟，人稱髯翁。早年与汪道昆结白榆社。嘉靖年間曾任中书舍人。两试太学不中后绝意仕途。一生交游甚廣，为人豪爽，出手阔绰，但不善治產，家道日益中落。万历三十七年（1609年）冬天，潘之恒抱病五次观看了他的朋友吴越石家班演出的《牡丹亭还魂记》，对扮演柳夢梅和杜丽娘的两名演员讚不絕口，頻頻寫詩相贈。潘之恒喜遊歷，好著作山水志，每游一地，都十分注意搜集材料。晚年穷困潦倒。天啟二年（1622年）卒。著有《涉江詩選》、《鸞嘯集》、《黃海》、《新安山水志》、《亙史鈔》等。